# パワプロクンポケット13
『パワプロクンポケット13』（ぱわぷろくんぽけっとじゅうさん）は、2010年11月25日にコナミデジタルエンタテインメント（KDE-J）から発売されたニンテンドーDS用のゲーム。パワプロクンポケットシリーズの中の一作。キャッチコピーは「うおおおおおおお 激アツ!野球」。

## 概要
本編におけるパワポケシリーズ第13作目。
前作で好評の打撃操作が簡単に打つことが出来る「フルダケ」に加え、新たに投球操作が簡単に操作できる「ナゲルダケ」が搭載されている。そして、アクション野球の3Dグラフィック面と演出面とシステム面が向上されている。
今作における大きな特徴はお手軽で簡単に選手を作成出来る新モード「センシュクラッチ」が搭載されていること（センシュクラッチが追加されたことで、システムが異なるサクセスが4本立てでシリーズ最多）と、アクション野球の選手グラフィックの選択でリアル頭身のグラフィックの「リアル野球」モードが追加されたことである（前作のサクセス中のみであったパワメタ君の選手グラフィックは隠しコマンドを実行することで選択可能）。
また、前作にあったDSiカメラを使った機能（選手コード読み取り・ミニ顔撮影）や選手のダウンロードなども引き続き搭載されているが、前作まで搭載されていたカード野球は今作では収録されなかった（従来通りの野球のアクション野球の名称はそのままであり、カード野球は次回作の14で新モードとして再登場する）。
阪神甲子園球場公認（今回の表サクセスが高校野球編のため）でサクセスモード以外でも同球場を使用できる。

## 主な新要素・変更点
野球モードの変更
- 今作のみ、パワポケダッシュ～パワポケ12まで実装されていた「カード野球」モードが遊べなくなり（アクション野球の名称はそのまま）、パワポケ用語辞典などのモードでカード野球に関係していた項目が全て削除された。
  - 次回作の14ではシステムを一新して再登場した。
- 選手がリアル頭身になった「リアル野球」が追加され、メインモード選択の野球モードにモデル選択が追加された。
  - 今作ではサクセス以外のモードで選択可能になった。従来のパワポケシリーズと同じパワプロくんをモデルにした「パワプロ野球」も選択可能。
  - リアル野球に対応していないのは野球モードのダウンロード対戦のみで、それ以外のモードではリアル野球を選択可能。
  - 前作のサクセス中にあったパワメタ君の選手グラフィックは隠しコマンドで選択可能（COM対戦のみ）。次回作の14でも選択可能。
- 投球設定に「ナゲルダケ」を追加。
  - 投手視点で投球操作するようになり、投げ方が異なる4種類のボタンの中から1つ押すだけで4種類の投球操作（ストライク、ボール、牽制、ウェスト）が出来る。投手視点で操作出来るのはパワポケ2（GB版）以来となる。
  - 簡単に投球操作が出来る分、コースや球種などを選ぶことが出来ず、違う視点で投げることになるので打球が飛ぶ位置が見えづらくなる。
- 3Dグラフィックで投球打撃画面内に表示される選手が増え、投手以外の守備と打者以外の走者も3Dグラフィックで表示されるようになった（守備走塁画面では従来通り2Dのまま）。
- 今までいなかった審判が登場するようになった（ナゲルダケ時のみ。リアル野球でも審判もリアルになる）。
- ボールカウントの表記順は、現実の球界と同様に「SBO」から「BSO」に変更された。
- 審判のボイスが変わり、パワプロ野球とリアル野球で声が変わるようになった。
- 選手が打席に立つときに紹介テロップが出るようになった。
- 実況バリエーションが大幅に増えた。

Wi-Fi対戦
- アレンジしていないNPB12球団のみ使用可能な「プロ」は、Wi-FiDLの「チームダウンロード」でシーズン終了時の最新データを更新しないと遊ぶことが出来なくなった。
- 試合中に相手から通信を切断されると、切断した相手をブラックリストに登録されるようになった。登録された相手は、「自分のデータ」の「ブラックリストを消す」を選ぶことで消すことができる。

選手データ
- パワポケ12まであったオリジナル選手のNPB球団の所属がなくなった。パワポケ12以前のパスワードを登録しても球団は表示されない。
- パスワード入力で今作以前の作品で作った選手を登録したときの能力補正が投手の変化球補正のみになった。その投手が持っている変化球のレベルの合計値が15以上だと一番レベルの高い変化球から合計値が15になるように下がるようになった。これは本作で作成した選手にも適用される。

サクセス
- 共通
  - サクセスで作成した選手の所属する球団が無くなった。
  - バットとグローブ（投手のみ）が登録されるようになった。従来はアレンジのベースチームによってバットの種類（木製・金属）が決定していたが、今作では登録されているものが使われる。
- 表サクセス
  - 序盤でバットとグローブ（投手のみ）の色を初期の色以外に変更できるようになり、金属バットと木製バットどちらか選べるようになった。ただし、色は全て選べるわけではない。
  - 序盤でアクション野球のオプション設定の投球設定に「ナゲルダケ」の有無の選択ができるようになった。
  - 練習の怪我率が成功率に変更され、今までの怪我とは別に練習を失敗するようになった。練習を失敗すると獲得できる経験値が減る上、回数ボーナスの経験値も貰えないが、根性ポイントが多く貯まる。
  - システムコマンドに「ヒント」が追加され、「今、何をすれば良いか？」などで進行に応じてやるべきことをヒントで教えてもらうことができるようになった。
  - やる気の補正が経験値から成功率に変わった。やる気が高いと成功しやすくなり、逆に低いと失敗しやすくなる。
  - 一部チームメイトに2段階パワーアップが追加された。1段階目だけでは十分なパワーアップにはならず、2段階目で今まで通りのパワーアップとなる。
- グッピー
  - 今まで「かけごえ」のみだったオプション設定に、「ミートカーソル」と「投球」と「守備」が追加された。ミートカーソルではマニュアル・ロックオン・フルダケ、投球ではマニュアル・ナゲルダケ、守備ではマニュアル・セミオートから選べるようになった。
  - オプション設定のミートカーソル設定によって初期能力の補正がかかるようになった。マニュアルでは今まで通りだが、ロックオンやフルダケでは一部の能力が下がるようになった。
  - 試合開始前や勝利後の能力アップの選手一覧で成長タイプを切り替える機能が追加された。成長タイプを切り替えることで能力アップの時に成長タイプによって能力の上がりやすさを決められるようになり、より個性のある選手をつくることができるようになった。また、途中で試合開始前であればいつでも成長タイプを切り替えることもできる。
  - 試合開始前のメニューに「登録」が追加された。3試合以上勝利すると選択可能になり、ギブアップしていつでも登録できるようになった。この項目を選ばずに、今まで通り3試合以上勝利した状態でゲームオーバーになっても登録はできる。
  - バットとグローブがゲーム開始時にランダムで登録されるようになった。

モード
- 追加モード
  - センシュクラッチ
    - 本作初登場の育成モード。詳細はセンシュクラッチ項を参照。
- モード形式変更
  - Wi-Fiダウンロード（Wi-FiDL）
    - 前作は選手データ内であったが、本作では仕様を変更した上でおまけモードに移行して名称が変更された。
    - 今作で登場した選手を選手データとしてダウンロードできる「選手ダウンロード」に加え、プロ野球の12球団をシーズン終了時の最新データを更新できる「チームダウンロード」と、裏サクセスの海洋冒険編で新たなクエストをダウンロードして遊べる「サクセスダウンロード」が選べるようになった。
    - 「サクセスダウンロード」では、毎月1回追加されるダウンロードクエストをダウンロードすることで新たなクエストが追加され、そのクエストのシナリオが楽しめるようになった。
    - 「チームダウンロード」は更新するとシーズン終了時の最新データへ更新されて選手の能力が変わるが、一部の選手は入れ替えた形で使えなくなってしまい、1度更新すると初期化しない限り元に戻すことは出来ない。なお、ペナントもしくは俺ペナのモードにセーブデータがある場合は更新できず、一旦セーブデータを全て消去する必要がある。また、更新しないとWi-Fi対戦の「プロ」が遊べない。

ペナントモード
- ペナント
  - ペナントでのメイン画面がサクセスや俺ペナと同じような画面構成に変更され、メイン画面から用語辞典へ直接行けるようになった。
  - アレンジチームのみ、サクセス中のみの球場でプレイできるようになった。
  - 試合中でもミニ観戦から通常の観戦に変更できるようになった。ただし、途中からプレイすることは出来なくなった。
- 俺のペナント
  - 今作の俺のペナントの個人目標設定が変わり、俺ペナ開始前の個人目標設定が廃止され、試合の活躍などによって年俸が変動するようになった。これに伴い、三振などの悪い成績を達成してしまうと年俸を減額されるペナルティを受けるようになった。
  - サクセスで育成した選手を12球団の中から選択し、球団を自由に選んでプレイ出来るようになった（パワポケ6以来）。
  - パワポケPの獲得方法が変更され、選手登録するまでに達成した目標に応じて変換されるようになった。達成する数が多かったり難しい目標ほど多くもらえるが、逆に少なかったり簡単な目標だと少ししかもらえない。ペナルティを受ける目標（三振など）を達成してももらえる。

バグ
- 一部のアルバムを見る順番によって、所定のアルバムが登録されなかったり勝手に登録されたりすでにオープンしたアルバムが見られなくなったりするバグが存在するが、これは回避法がある。

その他
- 選べるアレンジチームが17チームになった。
- ミニゲームをプレイ中にスタートボタンを押せばポーズメニューに入り、一時中断できるようになった。また、おまけモードでは「やめる」を選ぶことでいつでもやめることが出来るようになった。
- 購入時の初期状態からパワポケPが100Pある状態になった。
- カセットラベルの上下の帯の色が白から黒へ変わった。

## 収録ミニゲーム
おまけモードで遊べるミニゲームは4種類。前作と同様、表サクセス内（そのうち1種類は同じミニゲームで裏サクセス内にもある）で1度ミニゲームをプレイするとおまけモードで遊べるようになる。今作はプレイ中にスタートボタンを押せばポーズメニューに入り、一時的に中断できるようになり、おまけモードでは「やめる」を選ぶことでいつでもミニゲームをやめることが出来るようになった。
また、今作では通信対戦機能を搭載したミニゲームは収録されず、3Dポリゴンのあるミニゲームも収録されなかった。
そのまま帰ってきたハコDEグチャ
パワポケ5に収録されていた「ハコDEグチャッ」をリメイクして再収録。キャラクターはほるひすに置き換えられている。ルールと操作はパワポケ5と同じだが、ゲーム画面とステータス画面に分割され見やすくなった。パワポケ5のおまけモードと同様に、1分間でどれだけスコアを出せるか挑戦できる「1分間モード」とゲームオーバーになるまでプレイし続けてスコアや継続時間を競う「エンドレスモード」が遊べる。サクセス中では1分間モードでプレイし、イベントに応じて決められていたお題（例、難易度「ふつう」で一定のスコアを達成、一定のコンボを決めるなど）を達成すればクリアとなり、達成した時点でミスをしてもクリア扱いとなり失敗にはならない。
かなカナかなわん
表示されている文字のフレーズを素早く探して見つけていき、問題をクリアしていくパズルゲーム。上画面に問題を表示された文字のフレーズを下画面からバラまかれている文字をタッチして見つけていき、フレーズを完成していく。表示された文字をひたすら見つけるだけで良いので順番通りに探さなくてもいいが、違う文字を選んでしまうとタイムロスになってしまう。制限時間内に決められたノルマの問題をクリアすると成功となる。問題数のノルマはサクセス中とおまけモードのパワフル以外の難易度では2問、おまけモードのパワフルのみ3問となる。
ぼくゴボゴボ
水中を潜って障害物をよけながらお宝を全て回収していくアクションゲーム。十字ボタンの左右の移動とAボタンの泳ぐを駆使して、体力メーターと酸素メーターに気をつけながら障害物をよけて沈んでいるお宝を全て集める。泳ぐ操作はお宝を取っていない時は潜り、お宝を1個以上持っている場合は水面に向かって浮上する。沈んでいる6個のお宝を1度に全て回収して上がることもできるが、取ったお宝が多いほど泳ぐスピードが遅くなってしまう。水中には敵がおり、敵に当たってしまうと体力メーターの目盛が1つ減ったうえに持っているお宝が1個沈んでしまう。体力が0になると失敗。酸素メーターは水中にいる間に減っていき、これが0になっても失敗になるが、水面から出ると全回復する。制限時間内に1ステージに沈んでいる6個のお宝を回収するとクリアとなる。サクセス中では1ステージクリアすれば成功。裏サクセスでも海上移動の特定のマスでプレイする場合があり、主人公は裏サクセスの衣装になる。おまけモードではステージ制（ステージをクリアしても体力は回復しない）でゲームオーバーになるまでプレイでき、ステージが進むほど敵の配置が多くなり難しくなる。
嗚呼抜草
ウロウロする番犬を避けながら草むしりしていくアクションゲーム。十字ボタンで移動し、草の近くでAボタンを押すと向いている方向に合わせて草を抜く。草を抜くとき、連打しない場合は1つずつゆっくり抜いていき、連打している場合は素早く抜いていく。ステージ内にうろつく番犬は不規則でうろつき、目線が合うと番犬が主人公を追いかけ、番犬にぶつかると噛みつかれてタイムロスになる。岩の陰などに隠れると回避できる。制限時間内にステージ内にある草を全部抜けばクリア。どの難易度でも1ステージのみであり、難易度が高いほど制限時間が短くなったりステージ内の草や番犬が多くなり、番犬の目線の範囲が広がるようになる。
おみくじゲーム
ブロック崩しの要領で出てくる星を当てておみくじをするゲーム。
十字ボタン左右で移動で、Aボタンで主人公（ボールの形になる）を発射する。発射した後は移動しながらキャラクターを反射させていき、上画面にある星を当てていく。ボールは反射する角度によって飛ばすスピードが異なり、大きい角度だと大きく飛び、角度が小さいとあまり飛ばず、勢いがないので落下する。これを駆使して星を当てる。
星に当たると色に応じた結果がカウントされ、同じ色の星を3個当てると終了となり、その色の通りの結果となる。星の色は赤は大吉、黄色は吉、緑は末吉、青は凶、紫は大凶となる。なお、ボールを落としてしまうと強制的に大凶を1つカウントされてしまう。
時々、ほるひすと呪いの人形が横向きの直線上で飛んでくることがあり、ほるひすの星に当たると良いアイテムがもらえるが、呪いの星に当たってしまうと呪いの人形（すでに持っている場合は悪いアイテム）を入手してしまう。この2つの人形に当たっても星のカウントはされない。
おまけモードのミニゲーム内の項目にはないが、下画面の左下をタッチし続けることでプレイできる。この方法でプレイしてもポーズメニューでやめることも出来る。

## 表サクセス 逆襲球児編
表サクセスの高校野球編は5度目となる。時間系列は前作（12）の呪いのゲームを解決して約8ヶ月後が舞台。
今回の高校野球編の開始するターンは1年目4月1週からスタートになるが、5月4週までは混黒高校にいる状態であり、1ヶ月後の7月1週からは今作の所属となる開拓分校になる。また、今作では投手と野手によって展開が違い、ストーリーは同じだがシナリオが少し異なるようになっている。
今作の初期能力は今までと比べて高い状態で始まるが、序盤で大怪我をするイベントが発生して能力が大幅に減少し、今までのシリーズと同様に初期能力が低い状態になるのであまり変化はない。
今作のシステムとして根性ゲージと爆弾ゲージと勧誘コマンドがある。
- 根性ゲージは練習や怪我などで増減する。一定の根性ゲージがあると特定のイベントで根性ゲージを消費する新たな選択肢（足りない場合は自動的に消費しない方の選択肢を選択）が追加されたり、特定の試合で負けても根性ゲージを10消費してゲームオーバーにならずに（最後にセーブした所から戻されることなくペナルティなしで）もう一度試合をやり直すことが出来たり、回復コマンドで体力を回復できる量（30、60以上で回復量が変わる）が増えるなど、ゲームを有利に進めることが出来る。
- 爆弾ゲージは怪我やイベントで増減していき、これが満タンである8まで貯まってしまうと強制的にゲームオーバーになってしまう。爆弾ゲージを減らす手段はほぼないが、セーブせずにやめたりゲームオーバーになった後の再開するときにある程度の爆弾ゲージがあると少しだけ減る。
- 勧誘コマンドは野球部に入部させるコマンドであり、勧誘できそうな人物の情報をうろつきやイベントなどで得ることで勧誘できるようになり、上手く勧誘が出来ると野球部に入部させることができる。ただし、全ての人物は1回の勧誘で入部しないので何度も実行する必要がある。また、一部の人物は失敗すると二度と入部してくれない。3年目に入ると勧誘自体できなくなる。
  - 今作では最初からいる部員と自動的に入部する部員を除いて、勧誘する部員には彼女候補と同じように好感度の概念があり、好感度に応じてイベントの展開が変わるようになる。

また、パワポケ4であった部室レベル制が復活。部室レベルを上げることで、練習の成功率を底上げすることができ、特定時期の定期イベントで一定の部室レベルがあれば練習を1つパワーアップできる（最大で3つまでパワーアップできる）。また、部室レベルが一定以上あれば部室が豪華になり、背景の部室が変わるようになる。
パワポケ10では春の甲子園大会に出場できたが、今作では3年目になるまでは対外戦が出来ないため、春の甲子園大会には出場できない。
今作の自動セーブは今までと同様にゲームスタート時のみ。ゲームオーバーになった場合は最後にセーブした所からやり直しになるので、「セーブして続ける」を実行してこまめにセーブする必要がある。

### あらすじ
主人公は小学生の頃から野球を始め、地区大会に優勝して日本選手権に出場し惜しくも日本一を逃したこともあった。高校生になり、1年前に12の学校が合併して出来た混黒高校の本校キャンパスへ入学し、Y中学の頃からの野球部のチームメイトで親友かつライバルの雨崎と友人の餅田と一緒に野球部を入部することであった。
主人公はエリートであったため、入部直後から期待されている選手であった。ところが、2ヶ月後の5月末、電気が故障していて真っ暗な倉庫に道具を取りにいく時、誤って大量のダンベルのある棚を倒してダンベルの下敷きになり大怪我を負ってしまう。
1ヶ月後の7月にリハビリをしている最中に混黒高校の校長からの呼び出しで、「能力が落ちて野球部にいても邪魔になるだけ」の理由で開拓分校へ移動させられてしまうが、「完治すれば混黒高校へ復帰できる」と言い、主人公は開拓分校へ移動することになった。
怪我で野球の能力なしと判断された主人公は開拓分校へ向かったが、そこは本校とは環境があまりにも違っており、野球部があるかどうか、リハビリができるかどうか心配していた。蝉の鳴き声の聞こえる7月、開拓分校へ移動させられた主人公。こうして、主人公の高校野球の本当の物語が始まった。

### クリア条件
今作も章ごとではないが、前作と同様にポイントごとに決められた条件を満たす必要があるが、いずれも試合のみである。負けてしまっても根性ゲージが10以上あれば、10消費してペナルティを受けることなく同じ状態からやり直すことが出来る。10以下の場合はゲームオーバーとなり、最後にセーブした所から5回までやり直しできるが、やり直し回数が多くほどペナルティが大きくなってしまう。やり直し回数が無くなるとファイルが消され、最初からやり直しになる。
- ポイント1「2年目の校内戦で優勝すること」…2年目の10月3週より行われる校内戦を最後まで勝ち抜いて優勝すること。
- ポイント2「体育祭での混黒高校の対決に勝つこと」…2年目の11月1週より行われる混黒高校の試合を勝つこと。
- ポイント3「3年目夏の地区大会で優勝すること」…3年目の7月3週より行われる夏の地区大会決勝戦の混黒高校の試合に勝つこと。

つまり、3年目のクリア条件は実質的に甲子園大会に出場することである。1年目の校内戦（勝っても2回戦で怪我の原因で不戦敗になるため、1年目は1試合のみ）と3年目の夏の甲子園大会は負けてもゲームオーバーにならない。

### 登場人物

#### 混黒高校野球部関係者
主人公
混黒高校に入学する野球エリート。雨崎優輝とは昔からの親友。
エリート校である混黒高校でも雨崎と共に1年でありながら超高校級の実力を見せ付けるが、その才能に嫉妬した野球部の先輩によって重い怪我を負わされ、療養名義で開拓分校に送られてしまう。
左遷当初は開拓の劣悪すぎる環境を嫌悪して一刻も早い本校復帰を決意するが、そんな環境でも野球への熱意を絶やさないチームメイト、混黒本校の不当な分校支配体勢、栄光の陰には必ず犠牲があることを理解するうちに、その心境は大きく変わっていくことになる。
プロ入りから4年後の時点で一軍で活躍していることが下山直人のアルバムで判明する。
餅田 浩紀（もちだ ひろき）
主人公の友人で混黒高校に入学する。やたらと主人公に敵対心を持っているが、本当は主人公や優輝と仲良くしたいだけである。投手としての実力は非常に高く、2年生までは混黒のエースとして君臨し、雨崎が投手の場合3年目ではクローザーを務める。
過去シリーズには彼の容姿に近い人物が登場しているが、それらは原則的に主人公の相棒的立場におり、初めから完全なライバルとして登場したのは初めてである（プロフィールでも「ついにメガネ君が敵に…」と表記されている）。なお、彼はメガネ一族の同父異母兄弟の1人であることが攻略本で判明する。他のメガネよりも、眼鏡が横長なのが特徴。
裏ではこれまでのメガネ同様、相棒を務める。
『パワプロアプリ』でパワポケコラボ第2弾にて混黒高校のエースとしてゲスト出演する。
雨崎 優輝（あめざき ゆうき）
主人公の親友かつライバルで混黒高校に入学する。主人公が野手だと投手になり、主人公が投手だと捕手になる（アレンジチームでは投手として登録されている）。
主人公と幼馴染で野球センス抜群。面倒見がよく思いやりのある性格だが、気弱で精神的に脆い部分がある。2年目には主人公という心の支えを失ったところに先輩から酷い虐めを受け、耐え切れず開拓分校に転校する。表向きは転校理由を能力の伸び悩みとしているが実際はむしろ上り調子で、開拓野球部の本校打倒に一層具体性を持たせることになる。
主人公と一緒に野球をやるうちにライバル意識が強くなり、彼と本気の勝負をするために2年目の終盤で混黒への復帰を決意する。3年目の地方大会決勝では、能力が開拓時代よりかなり上がっている。最終的にはドラフト指名を拒否し、大学へ進学する。
『パワプロアプリ』でパワポケコラボ第2弾にて、花丸高校（コラボシナリオの主人公チーム）の投手として登場している。

#### 開拓分校野球部関係者
詰井、杉田、軽井の3人は最初から野球部にいる状態である。それ以外の人物は勧誘コマンドを実行してイベントを進めることで入部してもらえるが、失敗すると入部できなくなる人物がいる。2年目の3月4週以降になると勧誘できなくなる。
詰井 理人（つめい りひと）
開拓分校の野球部員。小学校から硬式野球をやっており、ポジションは投手。主人公が投手の場合、シナリオが進むと捕手にコンバートする。餅田や優輝が敵となる終盤では、主人公の相棒的存在となる。
木村冴花とは幼馴染であり、過去に彼女の母親を市営プールで見かけ一目惚れしたことがある。また彼女の娘である冴花にも過去に恋心を抱いていたような描写がある。
杉田 祐樹（すぎた ゆうき）
開拓分校の野球部員。自分に自信がないが、細かいプレーは得意。彼の名前も「ゆうき」であるため、主人公が優輝の名前を呼ぶたびについつい反応してしまうらしい。
軽井 紀矢（かるい のりや）
開拓分校の野球部員。俊足が売りだが、彼女と遊んでばかりで練習もサボりがち。
幼い頃に両親を失い祖父母の下に預けられ、祖父が亡くなった今は祖母と二人暮らし。
広畑 完治（ひろはた かんじ）
開拓分校の生徒。中学時代は杉田と共に野球をしていたが、現在はバスケ部に所属。杉田よりセンスは上である。
外見は何となくナマズのようであり、公式サイトでは「海底分校にいそう」と言われている。
沖田 淳（おきた じゅん）
開拓分校の生徒。運動神経はいいが、家が貧乏で仕事を手伝っているため、部活ができないでいる。
将来は公務員を目指していたが、詰井と軽井の冗談を真に受け、儲かるプロ野球選手を目指すべくオーバーワーク気味に練習を行うようになる。卒業後は実家の農業を継いでいる。
下山 直人（しもやま なおと）
混黒高校の野球部員。実力はあるが、能力が平均的で突出した才能が無いため、混黒のレギュラーになれないでいる。
自分に才能が無いということから、普段から練習も勉強も他人の三倍こなすようにしている。大学卒業後、ドラフト5位でプロ入り。
御影 京一（みかげ きょういち）
開拓分校の生徒。幼馴染の八坂と毎日登校している。野球は大好きだが、部活をする気にはならないでいる。強肩が売り。八坂とは相思相愛であり大切に思っているが、口に出すことは少ない。
宇佐美 保 （うさみ たもつ）
開拓分校の生徒。料理部と手芸部に所属。
中学時代に野球をやっていたが、他の野球部員とうまくやっていけず、その時「先生」によって救われたと話す。
恩師である「先生」へ電話したり、「先生」へのプレゼントとしてチョコや手編みのセーター(ペアルック)を作る場面もあるが、この「先生」が男性である事を主人公達に教えたため危なっかしいヤツだと思われた。しかし、その「先生」は架空の人物であることが後に判明。中学時代に溜めたストレスを「先生」という架空の人物と話す事でごまかしていたが、そのうち本人も「先生」の存在が現実にあるものと信じてしまい、頼るようになってしまった。
甲子園後今度は「彼女」ができたらしいが、その「彼女」も果たして実在の人物なのかどうかと主人公は疑いの目を向けているが、検証できずにいる。
澄原 広海（すみばら ひろみ）
海底分校の野球部員。そうは見えないが女性。男子に混じって混黒高校の硬式野球部で野球ができると聞いて入学したが結局受け入れられず、さらに彼女を愚弄した校長に怒り校長室で暴れたことから海底分校に転校させられた。
実力は12の分校の中でも頭一つ抜けており、混黒にもそうはいないレベル。
なお、過去パワプロシリーズの作品にも高校野球選手は何人か登場するが、女性の高校野球選手の登場はパワポケシリーズのサクセス初めてのことである。勧誘のための好感度は設定されているが、彼女候補ではない。

#### 彼女候補
木村 冴花（きむら さえか）
開拓分校の生徒。父親は元プロ野球選手の木村庄之助。野球部のマネージャーに就任する。中学時代は剣道部で二刀流だった。
三白眼が特徴的できつい性格をしているが、部員には信頼されている。美人の母親と何かと比較されていたため見た目にコンプレックスを抱いているが、野球部員が揃って認める抜群のスタイルの持ち主。主人公によると細身だが尻が大きいようで、彼女の尻は度々作中でネタにされている。趣味は読書で、外国の本を辞書を片手に頑張って読むのが好きなのだが、「熱中してしまうとどこまでも突っ走る」性格から原典の空気にまで拘った「意訳」を行うため、学校の英語の授業では意訳しすぎて浮いてしまっている。詰井の話によると英語以外にも歴史や地理の試験でも同じ症状が出る(歴史の試験で「明治維新の意義」を問われた際にこの問題だけで試験時間を使い切った)とのこと。
その分頭の回転が良く、雨崎千羽矢がチームのサインを読んでくるのを先読みして無線機を用意していたり、成績の悪い野球部に勉強を教え込んだりする。また、開拓分校独立工作でもマスコミを用いた交渉に持ち込むことも発案している。
チームメイトの詰井と幼馴染であるが小学生時代に詰井から苛めを受けており、詰井には厳しくあたる。
父親の護衛に送られてきたジナイダについては、当初は鬱陶しがっている様子だったが、ジナイダの秘密を探ったりしている内に段々と心を開いていったようで、父親の葬式の際はジナイダがいなくなった事に寂しさを感じており、彼女を家族として認めていたことがうかがえる。11から続いてきた「六人組」シナリオの真相を知るのに重要な人物。
狙える超特殊能力は投手の場合「鉄腕」、野手だと「闘気」。
雨崎 千羽矢（あめざき ちはや）
優輝の義兄妹。また非常に活発で行動的な性格であり、時折年上であるはずの主人公や優輝がついていけなくなってしまう。混黒高校の野球部マネージャーを務めており、能力は優秀で試合中でも相手のサインなどをすぐに分析できる。
才色兼備でスポーツ万能の完璧超人だが、何をやってもうまくいってしまうが故に一つの物事に熱中した経験がない。全てのテストで意図的に七十点にしている。主人公とは小学校からの付き合いだが、野球に対して舐めた発言をしてしまい、参加させてもらった事はなかった。実は生まれつきテロメアが短く、その影響で寿命が短く「長くてもあと二年、恐らくは一年以内」に寿命が尽きてしまうという非情な事実を告げられるが、本人は数年前からその事実を知っており（知っていたのは彼女と父親のみであり、優輝も知らなかった）、自分の人生を諦めていた。そのため、その事実を知った主人公に対しても笑顔を見せていた。
しかし、実は彼女の正体は亡き大神美智男が当時の大神グループ幹部に養子として引き取らせていた、「オオガミベビー」と呼ばれるアンドロイドの一人。上記のテロメアも能力を高めるため、「製造段階で意図的にテロメア異常を植え付けられている」ように偽装されているだけに過ぎない。
展開によっては「延命手術（実際には手術ではなく、様々な過酷な生体実験）」を受けることで、製造段階で備わっていながら隠れていた「生物兵器」としての機能を覚醒する。この状態の彼女の戦闘クラスは6（前作に登場したドラゴン型生物兵器「ドラコ」ですらクラス4）であり、ジャジメントがその存在を危険視するには十分すぎるものだった。実際に覚醒した彼女は既に怪物としか思えない程の戦闘力を保有していた。戦闘の際には強烈な切れ味を持つ触手を出し、生物を「丸飲み」してしまうなど、怪物と表現するのにふさわしいポテンシャルを持っている。また、実験の過程で再生能力を持つウルフェンの細胞を移植されている。
複数のルート、複雑な分岐点が存在し、選択肢や主人公の根性によって結末は大きく変わってくる。
狙える超特殊能力は投手の場合「気迫」、野手だと「奪力」。
一ノ宮 桜華（いちのみや おうか）
混黒高校の女生徒。神桜分校の理事長の孫であり、神桜を混黒から取り戻そうとしている巻き髪の典型的なお嬢様。冷静で、何事も独力で解決しようとする性格だが、想定外な出来事に弱い部分がある。夜間に理事長代理の権限を利用し、混黒高校の不正の調査をしようとしていた所を主人公の騒動に巻き込まれ、開拓分校に転校してくる。当初は開拓分校の人々との交流を避けていたが、主人公と関わっていくうちに打ち解けていくようになる。
分校分離工作が得意だが、後にこの分離工作に危惧を抱いた混黒高校上層部が分校運営予算の半減や、過剰ともいえる監視カメラの設置などの妨害行為を顕在化。さらに肉体的にも追い詰めようとして福山権兵衛の部下が車で桜華を轢こうとするも主人公の捨て身の行動により失敗。その後、奥の手で主人公の誕生日翌朝に誘拐されてしまう。拉致後彼女の身柄はホンフーに引き渡され、甲子園の決勝戦で開拓高校が十三番高校に勝てば桜華を解放することを主人公に約束を強いられる。勝敗に関わらず浅井漣や武内ミーナによって彼女は救出されるが、グッドエピローグを迎えるには大量の根性が必要になり、終盤には根性が50も必要になるほか甲子園優勝が絶対条件。
3年目の誕生日を迎えると、好感度が非常に高い場合は「野球超人伝」が手に入る。
尾木 靖子（おぎ やすこ）
開拓高校の練習風景をよく見に来る謎の女性。初対面にもかかわらず主人公や詰井の名前を知っていた。度々主人公しか知らない事や、これから起こることを予言するなど、不思議な部分がある。
その正体は、未来から来た主人公の孫。東都大学の梅沢教授が発明したタイムマシンを使い、この時代に来た。彼女の生まれる前の未来の世界では、ピースメーカーという爆弾が爆発し、世界の半分の人間が死んでしまい、怪物やロボットが人間を襲うようになるらしい。
本来は梅沢教授の時間旅行の理論によって過去に人間を送り、未然にそれを防ぐ計画だったが、靖子が勝手にタイムマシンを動かしたことにより、未来から現代に人を送り込めなくなってしまう。
甲子園で優勝すると、この事実を知らされ、彼女と一緒にいるか、諦めるかでエンディングが変わる。:狙える超特殊能力は投手の場合「呪縛」、野手だと「緊縛」。
七島 麻美（ななしま あさみ）
バスケットボール部所属。由良里と共に全国屈指の腕前を持つプレイヤー。主人公とは本校時代の同級生であり、ドジな性格であることを主人公によくからかわれている。主人公に接する際は明るい性格でハイテンションな感じだったので、活発な女の子と見られていたようだが、実はあまり人と接するのは得意ではない。実際は寧ろ引きこもりがちな部類に入り、誰とでも話すことはできるが、仲良くなろうとしないといった感じである。
しかし信じたものや人に対しては、何を犠牲にしても前に進むことができる性格。この時彼女の信じたものが、親友の川田由良里とバスケットボールであった。しかし、あまりに活躍していたせいで先輩達の嫉妬を買ってしまい、利き腕である右手に怪我を負ってしまう。当初は大した怪我ではなく、テーピングで固めた状態ながらもバスケをすることはできていたのだが、その状態でも大好きなバスケに無理して全力で取り組み続けたことで怪我が悪化し、右手首の骨が削られて完全に無くなってしまい、バスケプレイヤーとして再起不能となる。この怪我のせいで、2年時に由良里と一緒に開拓高校へ編入することになった。この時ホンフーと出会っており、「貴方の怪我は治せる」と十三番高校に連れて行かれそうになっていたが、主人公を信じてこの誘いには乗らなかった。だが、編入時は大好きでそれ一筋だったバスケットボールができなくなったことで、以前のような明るさは微塵も見られない状態であった。
主人公の助言により桧垣に怪我を診せてもらったが、手の施しようがないと診断されてしまう。その後主人公に励まされた麻美は自分のやりたいことを探すようになる。由良里から一緒にどこかへ連れて行って欲しい、と頼まれ主人公も同行する。一緒に色々なところを廻っているうちに、自分は主人公が好きだということを徐々に自覚していくと同時に、自分はもうバスケットボールができないのに、彼は怪我を治して野球を続けていることに無意識に嫉妬しはじめる。
特に主人公の「優輝と戦えるのは怪我のおかげかも」という発言を聞いてからは、彼のことを避けるようになる。この辺りから分岐があり、主人公が自分の気持ちに気付けなかった場合は、麻美を友達としか見られず、彼女は主人公のもとから去ってしまい、翌日に由良里と共に転校する結末となる。由良里によって主人公が本当の気持ちに気付いた場合は、麻美に告白して付き合い始める。卒業後、彼女は大学へ進み、後にスポーツ医学の専門家となった。
由良里ルートでは自分で問題を解決し、主人公に好意を寄せつつも自分の事を思って身を引こうとする由良里の背中を押すという、親友思いの一面を見せる。
狙える超特殊能力は投手の場合「絶倫」、野手だと「神速」。
二階堂 真琴（にかいどう まこと）
混黒高校の剣道部員。実直で男勝りな性格。そのため周りから疎まれることもある。その上非常に負けず嫌い。
実家は古くから続く剣道道場。生まれてこの方剣道に全てを費やしてきたため、全国屈指の腕前を持つ。人生のほぼ全てを剣道に費やしてきた彼女をして「苦労した相手」と語られたのが、中学時代に対決した二刀流の剣士・真武（木村）冴花である。だが、映画や喫茶店といった場所は主人公に連れられるまで入った事がなく、コーヒーすら飲んだ事がなかった。さらに色恋にも疎い。
イベントが進むと実家の道場が魔多良に襲われ、後に混黒高校の剣道部を襲撃した彼と一騎討ちを行う事になるが、この時の主人公の行動でその後の勝敗が異なる。
狙える超特殊能力は投手の場合「剛球」、野手だと「豪力」。
川田 由良里（かわた ゆらり）
隠し彼女候補。プロフィールはあるがアルバムなどはない。神出鬼没で唐突に現れる。
七島麻美の掛け替えのない親友であり、大抵一緒にいる。またバスケ部のチームメイトで女子中学生1試合3Pシュート成功数記録保持者であり、実力だけなら麻美と同等のスーパープレイヤー。しかし練習嫌い。また、体力が無いため守備には参加していない。無表情で感情の起伏が無いような話し方をするが、無感情というわけではなく麻美や主人公をからかったり時には腹を立てる言動をすることもある。
展開次第では彼女と親しくなることができるが、そうなると彼女の母親が野崎維織の父親と愛人関係にあったことが明らかになる。つまり彼女は維織の腹違いの妹。維織がNOZAKIグローバルシステムの社長になったのを機会に身辺情報を洗い出したことからそのことが維織の知るところとなり、彼女はスキャンダルを恐れたNOZAKIの監視下に置かれた。
麻美にも話さなかった自らの家庭事情を話すなど主人公に好意を持つが、麻美が同じく主人公のことを好きなことに気づいており麻美のために身を引こうとする。しかし親友である由良里とは対等の関係でいたいと願う麻美や麻美に尽くし過ぎている由良里のことを心配する主人公に諭されたことにより自分の気持ちに正直になりたいと考え、主人公に告白されたことから彼と付き合い始める。
正式な彼女候補ではないので超特殊能力は入手できないが、3年目の甲子園決勝前に一定の確率で「威圧感」を習得する。

#### ライバル
須界 鳥人（すかい とりと）
体育祭で戦う、混黒の分校の一つである天空高校のキャプテン。ゴーグルを付けた、変な口調で喋るエース。
チームメイトの名字の最初の部分が「天」や「鳥」といったように、空に関係した漢字を使っている。
鏡 萌（かがみ もえ）
地方大会一回戦で戦う、先行高校のキャプテンでエース。コントロールが高いだけで大したことのない投手らしい。
チームメイトの名字の漢字は全員1文字になっている。
国 王（くに おう）
地方大会二回戦で戦う、高校キングのキャプテンでエース。王冠を付けた男で、チームにヒーローは1人と主張しているため、典型的なワンマンチームである。
偉そうな口調で話すも実力自体はかなり高く、試合では3本のホームランを放つ。試合後他の部員全員に革命を起こされた。
佐藤 翔太（さとう しょうた）
甲子園大会一回戦で戦う鉄砂高校の4番の捕手。佐藤風太とは双子でこちらが兄。パワポケ1に登場した佐藤勇太は父親であり、パワポケ10に登場した佐藤純一は兄。
能力はかなり高く、鉄砂高校の中でもずば抜けている。親族が甲子園に出場し続けているため、「佐藤一族」の一人として誇りを持っている。
佐藤 風太（さとう ふうた）
鉄砂高校のエース。佐藤翔太の弟。超スローボールを中心とした軟投派ピッチャー。
炎上 剛（えんじょう たけし）
甲子園大会二回戦で戦うサンダー学園のキャプテン。エースで4番。MAX160キロの剛速球と落差のあるフォークが武器である強力な選手。甲子園の開会式では選手代表として選手宣誓をする。
サンダー学園は全員がシニアで優勝経験を持ち、その原動力となったエリートである為に、そのことを鼻にかけている。
サクセス中では彼のミニ顔があるものの、何故か選手アレンジのミニ顔設定で彼の顔を選ぶことが出来ない。
大畠・十一番（おおはた・じゅういちばん）
甲子園大会決勝戦で戦う十三番高校のエースで4番。ホッケーマスクを被っている。
かつて主人公と同じく混黒高校から開拓分校に落ちてきているが、ホンフーの勧誘により十三番高校に入る。詰井曰く昔と体格が全然違っているらしい。
体を酷使し続けた為、選手全員が甲子園決勝では力が最大限に発揮できなかったが、試合終盤にホンフーに特殊なツボを針で刺されてパワーを取り戻す。凶変したその姿に杉田には「あいつら人間を捨てている」とまで言われている。

#### 開拓分校関係者
村田 克哉（むらた かつや）
開拓野球部の監督。パワポケ4にも登場しており、元日の出高校野球部員の一人で「甲子園優勝経験者」。自分の経歴や、大神博之が高校時代の後輩であることを自慢したがる。
いい加減な性格は相変わらずで典型的な駄目指導者だが、主人公の働きかけでめざましく活性化していく野球部に感化され、監督としての根回しや部員指導に積極性を持ち始める。
八坂 透（やさか とおる）
御影の幼馴染で、毎朝御影に起こしてもらっている。福丸と一緒に御影のために応援団を設立する。
福丸 竜介（ふくまる りゅうすけ）
御影の後輩。食べることが大好きで、いつも何か食べ物を持っている。
大柄な体つきだがほとんどは筋肉ではなく脂肪らしい。

#### 混黒高校関係者
福山 権兵衛（ふくやま ごんのひょうえ）
混黒高校の校長。競争こそがエリートを生み出すという思想を持ち、「弱者が強者に勝ってはならない」と分校の生徒たちを見下している。一ノ宮桜華グッドルートでは、最終的に自身の敗北を認め、十三番高校の生徒へのフォローなどの責任を全て認め警察に出頭しようとするが、桜華によって分校の生徒のためにも混黒高校の闇の部分は表沙汰にせず、またそれぞれの分校を兄弟校・姉妹校として運営していくために、彼女に協力することになる。
九能 敬太（くのう けいた）
混黒高校の監督。有能であるが、そのために部員に高いレベルを求めてしまう。
喜沢 秀安（きざわ ひでやす）
開拓分校の用務員。かつては独立前の開拓高校の校長だった。
経営難で開拓高校を混黒高校に合併させたことを後悔している。
山西 謙一（やまにし けんいち）
通称ケンちゃん。開拓分校の教師で主人公たちの担任。
加山 健作（かやま けんさく）
混黒高校剣道部のキャプテンで、全国レベルの腕前を持つ熱血漢。しかし、エリート意識が強い性格で、表向きは野球や他の分校生を馬鹿にしないなどの社交性を持ち合わせる。しかし、機嫌を損ねるとすぐにエリート意識剥き出しの本音を出す一面もある。
真琴に好意を抱いているが、全く相手にされていない。真琴から恋愛に関する相談を持ちかけられた時は自分の事をさりげなくアピールしたが、あっさりとスルーされ続けられる。後に魔多良と道場の看板を賭けて戦うも彼の無刀取りの前に一蹴され、さらに真琴が主人公と付き合っていた事のショックから魔多良の弟となる。しかし、その魔多良が敗れると、あっさりと真琴に対して敬語で返事をするといったプライドの無さがうかがえる。

#### 6人組
木村 庄之助（きむら しょうのすけ）
木村冴花の父親。元モグラーズ→ホッパーズ→ナマーズ選手で大神博之の先輩。
選手のみの登場を含めた、プロ野球編以外の登場では初だが、彼はある秘密を抱えている。
結婚と離婚を繰り返したため冴花以外にも子供が5人いる。なお、冴花の母親とは一度離婚した後再婚したという経緯がある。既にプロ野球選手を引退しており、盆栽などの趣味にやりながらただ時を過ごしている。妻を亡くしてからというもの、無気力になっており、娘からも言動がおかしくなったと感じられていた。
実は彼の正体こそ、「12」で名前と言動のみ登場した6人組の一人ミスターKその人である。犬井灰根の部下である洗谷に、タイムマシンを作り事故死する前の過去の妻に警告を送りたいとして口論を起こしていた。
同じ未来人であったサブローと再会し、その際に歴史は変革を嫌う事を否定し、認められたいという欲求に駆られていた事が明らかになる。しかしサブローに現実を突き付けられた結果、更に無気力化し、自分とはなんだったのだろうと考えるが、主人公の言葉により自分には「野球がある」と立ち直る。大神博之に頼んで、プロ野球選手のOB戦が開かれる事になったが、その一週間前にジャジメント重役陣がカタストロフが来ない事を見破り、更にタイムマシンの技術と知識を持つミスターKを危険視した事からジナイダの手によって暗殺された。彼の死後、表向きでは病気による急死と発表された。彼は異常に目立たない選手であったが、葬儀にはマスコミやプロ野球関係者の多くが参列した。
なお、ジナイダによると未来から来た学者(歴史学者)であり、ミスターKとしてカタストロフが起こると触れ回り、多くの人間をコントロールしていた。さらに彼自身は木村本人ではなく、人相の似ていた本物の木村庄之助選手を殺害し、その立場を奪っていたらしい。その上、プロ野球選手としての実力もサイボーグ技術を利用して全く練習せずに能力を発揮していただけに過ぎなかった（しかし、死ぬ前には「一週間待ってくれ、私に野球を」と言い残しており、野球に対する思い入れ自体は本物だった模様）。ジナイダ自身は木村を「哀れな男」と評し、「一万年もすれば今の歴史は欠片も残らず、人はいずれ死ぬ」と考えていた。
犬井 灰根（いぬい はいね）
ジャジメント日本の専務。ジャジメントの前身ツナミを作り上げた6人組の生き残り。大神博之の護衛で、裏社会に慣れていない彼を補佐をしている。大神博之の能力を高く評価しており、彼がジャジメントの会長に相応しいと考えていた。
パワポケ8の灰原をベースにした、オオガミ製の第三世代サイボーグだが、戦闘能力はジャジメントグループ最強。刀を持ち歩いている。
サイボーグを配置する際、通常の潜入型サイボーグは4億円以上、装甲型サイボーグは12億円以上かかるのに対し、彼の開発費には300億以上が費やされたとのこと。博之曰く「戦艦より安くそれ以上の役に立つ」らしい。

#### ジャジメント
ジオット・セヴェルス
ジャジメント会長。「世界大統領」と称される権力と財力の持ち主で、狂気に支配された男。
家族を皆殺しにしたカエサリオンへの復讐を完遂してなおその怒りは消えることなく、「カタストロフ」なる野望を抱いている。
巫 紅虎（ウ ホンフー）
十三番高校の監督。ジオット直属の部下で、コピー能力を持つ超能力者。元は中国江蘇省出身の九百龍の暗殺者で、世界で五本の指に入る殺し屋だった。ジャジメント内での戦闘能力はナンバー3。正式なコードネームはバッドエンド。
その超能力により数多くの超能力者だけでなく、超能力ではないブラックの能力もコピーしている。また、投手の投球フォームをコピーすることで野球の練習にも活かしている。冷酷、かつ気まぐれでイタズラ好きな性格で、展開によっては危険人物である雨崎千羽矢を大神博之を利用してまでも助ける事もある。ジナイダとは仲が良くルートによっては同行し、冴花ルートのエンディングではジナイダの事を「親友」と言っている（ジナイダからは「戦友」と言われ、ホンフー自身も後からそう呼んでいる）。過去に大事な女性を殺されており（ジオット曰く「いつも冷静で、強すぎたホンフーは彼らがパニックになって本当に撃ってしまうことを予想できなかった」）、それ以来何をやっても満たされなくなってしまう。
女性を殺した25人の敵については明らかになっていないが人質にとられた女性が彼らにとっても大事な女性だったとジオットに言われている。
経緯は不明だが去勢しており、その影響で女性的な容姿と声を持つ。また女言葉を多用するが、面白がってやっているだけでありそういった趣味は無いとリセット座談会で明かしている。
ジナイダ
木村庄之助の護衛でジオット直属の部下。そうは見えないが最新型の戦闘兵器でありサイボーグ。メイド服を着たロボットのような奇妙な外見をしている。元々は地中海資本カエサリオン製のサイボーグであり、ジャジメントとカエサリオンの戦争の際にジオットに引き抜かれた。本人の話によると、カエサリオンはヨーロッパ中の孤児を集めて非人道的な実験を行っており、その中の一人として八歳で改造されていたらしい。後のジャジメントとカエサリオンの戦争で見事な戦い振りがジオットに評価され、彼の配下になる。その際に装備が最新式になった。この時に全身が機械になっているが、元々カエサリオンによって脳の大部分が機械に置き換えられていた。ジオットが彼女に対して「人間の体に戻る」か「完全な戦士となる」かの選択肢を与え、本人が「兵士になる」ことを希望したため、全身機械の身体となった。
戦いを生き甲斐としており、ジオットに絶対的な忠誠心を抱く一方で木村親子のことは家族として大切に思っているが、木村の事は不満に思っている。主人公と冴花のデートを監視しており、彼女のカバンに盗聴器、服には位置情報の発信機を仕掛けている。ただ本人に悪気があったわけではなく、冴花の護衛も兼ねているためである。また、「見られたほうが燃える」という偏った知識を持っていたことも要因の一つである。さらに下ネタ発言を平気でしては空気を凍りつかせる一面を持ち合わせている。
性格は子供っぽく、自己申告によると十四歳で女性。ホンフーとは仲が良く、良く共に行動をし、ルートによっては主人公や雨崎千羽矢を追跡したりもする。戦闘能力は非常に高く、第四世代サイボーグであるルッカ以下反ツナミ連合のサイボーグを圧倒するほど。単独での飛行も可能だが日本での任務中は使用を制限されているらしく、緊急事態を除き徒歩や公共交通機関で移動している。
兵装はレーザー砲とロケットパンチ。このロケットパンチは最新型サイボーグ用装甲鈑にも通用する威力を持つ（本人曰く「戦車の装甲鈑でも撃ち抜く」）上、遠隔操作によって同時に100本の腕を誘導可能になっている。また、サイボーグのプログラムを書き換えるといった高度な機械操作も可能。さらに腕1本1本が高性能のセンサーを兼ねている。戦闘中に百本を同時操作するのは「理論上は可能」という程度のようだが、情報管制の場合100本を問題なく並列操作している。
北欧神話に伝わる英雄のみが行ける死後の世界「ヴァルハラ」を信じており、敵を倒す際には「ヴァルハラに送る」と言う。多くの人間をヴァルハラに送り、そして自分も戦いに果ててヴァルハラに逝くのが彼女の夢らしい。元々は「地獄」と言っていたが、ジオットの配下になるときにジオットからヴァルハラの存在を教えられ、それ以降はヴァルハラと発言している。
また、彼女が木村宅に送り込まれた目的は護衛ではなく、「機が熟すまで木村を護り、そのときが訪れたら自らの手で木村を殺す」という隠された目的があった（また、戦い以外の任務が出来るようにという目的もあったらしい）。そのことについては彼女には知らされておらず、何故護衛役をあてがわれたのか不思議に思っていた。冴花ルート終盤では、ジオットの命令により、ミスターKを暗殺することになる。
木村の葬儀後には主人公の前に現れ、最後の別れを告げ去っていった。なお、選択肢によってはミスターKの真実を主人公に告げたり、冴花に別れを告げないことを「会わせる顔がない」と言ったり、二人がこれからの時代を生き延びることを願うなど、二人のことは大切に思っている模様。
エアレイド
前作にもセリフのみ登場したジオットの護衛。ジナイダ曰く「霊感が無いと見えない」らしく、また女性らしい。
大神 博之（おおがみ ひろゆき）
ジャジメント日本の社長。パワポケ4から登場している。大神美智男の息子。元は野球の天才で高校でもプロでも大活躍をしていたが、数年前にプロを引退。
父の才能を引き継いだのか、社長としての能力はかなりのもので犬井灰根を初め、忠実な部下が数多くいる。裏社会にも大分慣れてきているが、本人は未だにプロ野球復帰の夢を諦められないでいる。
洗谷（あらたに）
犬井灰根の側近。元はオオガミに所属していた、天候を操る超能力者。ジャジメント内での戦闘能力はナンバー4でコードネームはストームレイン。
甲斐亡き後の工作部隊リーダーであり、淡々と任務をこなすプロ意識の高い男。一方組織の中では武闘派であり、穏健派の博之をよく思っていない。

#### 反ツナミ連合
ルッカ
反ツナミ連合のメンバーでテロリスト。元は旧ジャジメントのナンバー2だった。シリーズを重ねるにつれどんどん扱いがひどくなっており、プロフィールやミニゲーム内ですらネタにされている。今作では、冴花ルート終盤に登場し、ミスターKの娘の冴花を拉致しようとするも結局は洗谷もしくはジナイダにやられ、ジナイダにやられた場合はジナイダにハッキングされ、他人に敵意を持つと同時にくしゃみを引き起こすようにプログラムを書き換えられてしまう。

#### NOZAKIグローバルシステム
野崎 維織（のざき いおり）
パワポケ9にも登場。NOZAKIグローバルシステムの社長。特定の条件を満たすとジオットと会談している様子を見ることができ、またある彼女候補のストーリーにも関わる。

#### その他
桧垣 東児（ひがき とうじ）
「10」で登場したかつて親切高校に赴任していたジャジメント研究員であり、人造超能力者の大量生産の立役者。現在はジャジメントと縁を切り町医者をしており、しあわせ草を用いた再生医療で主人公のリハビリに協力する。
科学に魂を売った人間でありそのためには善悪を問わない人間であるが、本作では比較的常識的な人物として描かれる。
一部のジャジメントの人間には現在も敵視されており、命を狙われている。また、千羽矢のイベントでは大きな役割を果たす。
凡田 大介（ぼんだ だいすけ）
メガネ一族の長男であり現在はマニアショップ店長。元プロ野球選手で、パワポケ2から数多くの作品に登場している。
磯田 修一（いそだ しゅういち）
元プロ野球選手で、前作まではマニアショップの店長をしていた。今作で凡田に店を譲り渡した理由が健康上の理由であることが明かされる。
『14』でプロフィールだけが紹介され、この作品では既に故人となっていた。
アルベルト
突如開拓分校にやってきた外国人。過去に村田と会ったことがあり、パワポケ4の主人公に色々と売りつけていたことを暴露される。今作ではいつもよりまともな指導をして良いところを見せようとするが、結局骨折してしまう。
荒井三兄弟（あらい）
シリーズお馴染みの迷惑三兄弟だが、主人公が高校球児のためか優しく接してくれる。
年齢や未だに全員独身であることなどを気にして表サクセス引退を考えていたが、最終的に逆ギレし続投を決意した。
田西（たにし）
前作では主要人物の一人として活躍したが、今作では従来通り迷惑な人物となっており、両親からは「周りの人に迷惑をかけないで欲しい」と思われている。
浅井 漣（あさい れん）
前作で登場した、和桐株式会社社員。今作で神桜女学院の出身であることが明かされる。桜華とも面識があり、彼女を可愛がっている（桜華自身は少し苦手に思っている）。
武内 ミーナ（たけうち）
ジャーナリスト。混黒高校の実態を暴き開拓高校を独立させるため開拓野球部に協力するほか、「ゲーム仲間」である漣の要請で神桜分校の事件にも関わる。
サブロー
パワポケ6で初登場した、未来から来た男で元時間犯罪者。ミスターKの居場所を突き止め、因縁に決着を付けるべくついに対峙に赴く。科学に全てを売り渡したような人物ではなく、「本来の歴史」では儚いなりに充実した生活を送っていたことが示唆されている。自分がまだ殺されていないという事実から、「認められたい」というミスターKの本音を薄々ながら見抜いていた。静かな舌戦の末、「歴史は変更を嫌う」という定説を覆し宇宙の法則をも克服したと嘯くミスターKに対し、「地球も人類の歴史も、宇宙にとってただあまりにも瑣末だっただけだ」という残酷な現実を突き付ける。場合によってはミスターKと刺し違える覚悟もあったようだが、この言葉に激しく取り乱す彼の姿に何かを悟り、「自分が何かをする必要はなさそうだ」と言い残して静かに旧友の前から去った。
雨崎 政重（あめざき まさしげ）
優輝の父親で千羽矢の義父。かつてはオオガミの重役だったが、現在は独立しキャノピー証券という会社を経営している。
魔多羅 闇ノ丞（まだら やみのじょう）
全国各地の剣道場を焼け野原にした凄腕の道場破り。真琴の実家の道場を潰し、混黒高校の剣道場も潰そうとする。凄まじい実力の持ち主だが、同時に凄まじいバカなのでバランスがとれているとのこと。
前作に登場した渦木淳二とは義兄弟（互いの妻が姉妹）であり、共に悪妻に苦労させられている仲。
本名は中村 卓（なかむら すぐる）で、普段は真面目なサラリーマン。道場破りは悲惨な結婚生活のうっぷん晴らしであり、名門とあれば相手が高校の剣道部だろうと平気で乗り込む非常に迷惑な性格。真琴ルート終盤では彼女と対決する。展開によっては妻への恐怖から潜在能力を覚醒し、一瞬で真琴に勝利する。その後、道場破りをやめて「ラブブレイカー一号」と自称し、世界中の幸福なカップルを不幸にさせる為に生きて行く事になる。「14」でも登場。

## 裏サクセス 海洋冒険編
今回の裏サクセスは海を舞台にしたクエスト受注型RPGである。次回作『パワポケ14』にてシリーズは完結となり、同作収録の裏サクセス『札侍編』の内容はカード野球バトルであるため、パワプロクンポケットシリーズにおけるRPGシナリオの最終作になる。

### ゲームシステム
パワポケ11の『ハタ人間編』とパワポケ12の『秘密結社編』をベースにしている。
今回の裏サクセスは2章構成ではなく、パワポケ9以来の期限制になっている。期限は9900日まで実行可能で、期限内にクエストの「カリムーの宝」をクリアすること。ゲームをクリアしても引き続きプレイでき、クリア後に新たなクエストやイベントが増え、9900日を迎えるまでゲームを続行できる。
期限が過ぎたり戦闘に負けになるなどしてゲームオーバーになると所持金が減らされたうえで最後にセーブした所からやり直しになる。ゲームオーバー前の所持金によって減り方が異なり、100000ペラ以上だと50000ペラ、50000～10000ペラだと5000ペラなど様々で、それ以外だと500ペラ減ってしまうが、1000日目を迎える前は所持金に関係なく500ペラ減るようになる。
今作はシリーズで初めてサクセスに新たなクエスト（追加イベント）をダウンロードできる機能が追加され、おまけモードのWi-FiDLの「サクセスダウンロード」でダウンロードクエストをダウンロードすることでいつでも遊べるようになる。　
自動セーブは野球人形を完成したときにセーブされるようになる。中断セーブは海上移動時でのみ行うことが出来るが、再開すると中断データは削除される。なお、ダンジョン内ではセーブできない。

#### 仲間
仲間は拠点を移動しながらうろつきで勧誘したりクエストをクリアしたりイベントなどで増やすことが出来る。本作は期限が非常に長いため、全員仲間にすることは簡単になっている。ただし、仲間の中には条件を満たさなかったり一度でも手順を間違えると2度と仲間にならない人物がいる。
本作では前作と同じように戦闘不能になってもTSを消費して回復したり、TSがない場合はHPをある程度回復して復活するようになっている。また、前作までとは異なり、1度仲間になると期限が終わるまで仲間にいてくれる上、連れ去られて救出しに行くことはないので、今までと比べて仲間が非常に楽になった。

#### 戦闘
今回の戦闘は今まで通りの地上戦と海戦の2つある。

##### 地上戦
地上戦は従来通りの戦闘となり、ダンジョン内の敵に接触したり、特定のイベントなどで行う。今回は今までと違ってオート制であり、オートで行動している主人公（主人公もオートで行動する）と仲間をボタンに応じて命令を出しながら戦闘をする。全員のHPが0になるとゲームオーバーになる（一部の戦闘はゲームオーバーにならない）が、今までと違って主人公が戦闘不能になってもゲームオーバーにならない。
命令はボタンの種類と列の位置によって違う。
- 共通ではAボタンで特殊技、Bボタンで列の移動、Lボタンで逃走を行う。前列と後列の概念があり、1ターンごとに列の移動が出来、後列に移動すると攻撃は出来なくなるが、弾を装填したり納刀したり出来る上、毎ターンSPを少しずつ回復できる。また、後列に行動できる仲間が1人以上いると戦闘不能になっている仲間が一定の確率で復活できるようになるが、全員後列に移動すると前列への移動が出来なくなり不利になる。特殊技は特殊技が備わっている武器で使用出来、技に応じて様々な追加効果などを発揮したり大ダメージを与えられるが、特殊技を行うとHPが少し消費され、残りHPが瀕死に近い状態では特殊技は出せない。Lボタンの逃走は「みんなで逃げる」と「煙幕で逃げる」があり、「みんなで逃げる」を選んだ場合は1ターン耐えた後、状態異常などで行動できない場合を除き全員が各々の行動の番で逃走でき、「煙幕で逃げる」を選んだ場合は順番に関係なく即時で煙幕を使って全員逃走できる。ただし、ボス戦や特定の戦闘では逃走できない。
- 前列では、Yボタンで爆弾、Xボタンでかばうを行う。かばうは行うとHPとSPの合計分だけかばった自らダメージを受け、貫通効果のある技を受けてもHPが減らなくSPだけ減るようになる。爆弾は使用すると順番に関係なく即時全体攻撃が可能だが、爆弾を持っていない場合は命令できない。
- 後列ではXボタンで励ます、Bボタンの突撃（槍系武器のみ）を行う。励ますは自分のSPを消費して、前列にいる人にSPを回復することが出来る。突撃は槍系の武器を装備している時のみ実行でき、実行すると前列へ移動しながら攻撃できる。
- 全員後列にいるときに実行できるのはAボタンの特殊技発動、Xボタンのかばうのみである。

HPとSPとTSのパラメータが用意されている。SPは精神力（ソウルポイント）であり、ダメージを受けるとまずSPが減るようになる。これが0になると気絶して1ターンの間行動不能になってHPにダメージが通るようになる。SPは後列に移動したり「はげます」を使用することなどで回復する。SPは基本的に防具で決まるため、主人公と仲間にはSPのステータスはなく、レベルアップしても最大SPは増えない。SPの最大値は防具の強さや状態で決まるが、武器の追加効果などによっては上がることがある。
戦闘中や戦闘後に消費されるTS（チームスピリット）はHPとSPを回復するためのゲージであり、消費する数が異なり、HPは1回復するのに2必要で、SPは1回復するのに1必要となる。戦闘終了時でのHPとSPの回復も違い、HPは最大値の半分、SPは全回復するようになる。TSはクエスト中では一切回復されず、回復するにはクエストを終わったりうろつきのイベントでの戦闘を終える必要がある。今回はHPとSPを回復できる手段はあまりないので、TSが重要となる。TSの最大値は主人公のレベルに応じて上がるようになる。

##### 海戦
海戦は海賊船同士の戦闘になり、海上移動時での船のいる悪いマスにいたり、特定のイベントで行う。
海戦では様々なコマンドを選択して、命中率を考えながら相手を倒す。基本的に相手のHPを0にすれば勝ちとなるが、特定の戦闘ではマストを破壊した時点で勝ちになることがある。自分のHPが0になるとゲームオーバーとなる。HPの回復は海上移動時でのイベントや修理カードを使用し、戦闘時ではスキルの船修理を持った仲間がいると毎ターンにHPを少し回復できてレベルが高いほど多くなる。
命中率はコマンドなどに応じて下画面に表示されている命中率のゲージが変化していき、命中率が高いほど当たりやすくなって相手の攻撃力を減少するなどで有利になるが、逆に命中率が低いほど外れやすくなって相手の攻撃が当たりやすくなるなどで不利になる。命中率は0、20、30、60、70、80、100の7段階で、開始時の命中率は基本的に60であるが戦闘によっては違う状態で始まるようになる。
コマンドは弱い攻撃、全力攻撃、先制攻撃、回避、逃げるの5つで、コマンドに応じて相性があって相性が良いと有利になるが、悪いと不利になる。相手と同じコマンドの場合は引き分けで命中率の移動はない。
- 弱い攻撃は命中率に関係なく必ず命中できるが、攻撃力は低く相性はない。
- 全力攻撃は攻撃力の高い攻撃を2回できるが、命中率が2段階下がる。相手の選んだコマンドが先制攻撃だと命中率が2段階上がるが、回避だと攻撃力が低くなって命中率が4段階下がってしまう。
- 先制攻撃は先に攻撃して命中率を1段階上げる。相手の選んだコマンドが回避だと命中率は変化しないが、全力攻撃だと大ダメージを受けてしまい命中率が2段階下がってしまう。
- 回避は命中率を2段階上げて回避しやすくする。相手の選んだコマンドが全力攻撃だと受けるダメージが半減され命中率が4段階上がるが、先制攻撃だと回避できない上大ダメージになってしまう。
- 逃げるは命中率が70以上の段階であると戦闘から逃走できるが、特定の戦闘ではこのコマンドがないので逃走できない。

火事とマスト破損の状態異常がある。
- 火事は一定の確率で船が燃え出して、数ターンの間HPが少しずつ減っていき、スキルの船修理を身についている仲間がいてもHPが回復されない。また、命中率が上がりにくくなって下がりやすくなってしまう。
- マスト破損は移動できなくなって命中率が上がらなくなる。相手がこの状態になると勝ちになる。

#### 選手作成
選手作成はパワポケ11をベースにしており、集めたパーツを選手工房に移してパーツを組み立てて選手をつくる。なお、前作と同様に選手工房のモードはないので、ファイル内に統一されてはいない。
パーツは頭・手・胴体・足の4つの体パーツに分けられている。パワポケ11と異なり手・足は右と左に分けていないので完成しやすく能力の高いパーツを装備しやすくなるが、手・足を完成するにはそれぞれ2つずつ装着しないと完成できない。
前作とは異なり、ゲーム序盤から選手作成が出来、9900日終わるまで街の中であれば選手を何人でも作成できる。
- パーツは投手用と野手用の2種類があり、それぞれのパーツの能力値を合計して選手の能力が決定される。
- 能力パーツのほかに特殊能力のパーツがある。特殊能力は投手用と野手用と共通の3種類に分けられ、各体パーツにある□の空は特殊能力を装備できるものになっており、□がある分だけ特殊能力を装着させることができる。特殊能力の□の空はランダムで階や幸運に関係なく変化はしない。
- □以外に（?）の種類があり、これは選手を完成した後にランダムに特殊能力が装着されるが、マイナス特殊能力が装着される可能性もある。
- パーツは店で購入できる他、クエストのダンジョン内の宝箱を見つけたり地中に宝箱を埋められている場所を掘り出すことで入手することがある。また、一部のイベントでも入手できる。店での購入の場合、値段は能力が高いほど高くなる。
- 野球人形を完成すると、完成するたびに毎回選手として「残す」か「残さない」のどちらか選ぶことが出来、「残す」を選ぶことでパワポケPを10P獲得して選手登録できる上報酬がもらえ、「残さない」を選んだ場合は報酬をもらうだけになる。また、報酬は「残す」と「残さない」はどちらも同じである。
- うろつきやイベントなどで野球人形の依頼が発生し、依頼で決められた能力を達した状態で完成して納品することで、依頼のお礼で通常よりも多くのお金やアイテムのボーナスがもらえる。依頼がなくても、能力の合計に応じてお金だけもらうことも出来る。

### あらすじ
本編からずっと遡った時期の話。カリムーという男が船団を組み、「地球は丸い」ことを証明するために航海に出た。3年後にカリムーは満身創痍で帰還し、「地球が丸いことを証明した」ことと「凄い宝の存在」を主張。しかし、その時は誰にも信じられることはなかった。
カリムーの死後100年経った現在、既に地球が丸いことは証明された。しかし、カリムーが主張した宝は未だ見つかっていない。主人公は伝説となったカリムーの宝を求め、世界の海を巡る冒険を始める。

### 主要登場人物
括弧内はグラフィックのもとになっている人物と初登場作品。

#### 仲間達
主人公
パラポルト出身。水兵としては未熟であったが、船長であった父親の死後、コンキスタ号の船長になりカリムーの宝を求めて旅立つ事になった。

モッチー（餅田浩紀：13）
コンキスタ号の水夫長。主人公より経験は長いが、船の見張りなどの仕事をするため、戦闘には参加しない。裏サクセスでの相棒。

カンドリー（官取孝弘：10）
パラポルト出身、主人公の幼馴染の砲術家志望。最初から仲間にいる。

ハーシバル（羽柴秀虫：ダッシュ）
パラポルト出身、主人公の幼馴染の博物学者志望。好奇心の塊で、体力もある行動派。最初から仲間にいる。

ウズキ（渦木淳二：12）
ツンドランドの気の強い元従軍医師。恐妻家で妻から逃げるためにコンキスタ号入りする。

ハイバラ（灰原：8）
ヒノモトのサムライ。ある事件で船のマストを壊してしまい、その弁償としてモッチーに働かされる形で乗船。

エドワード（奥野次郎：6）
クインシティ出身、気の強い天才肌の船大工。ウンガルフにいたが仕事がなくなったところで主人公に雇われて乗船。

ミーナ（武内ミーナ：10）
ウンガルフの商家の娘。太守からの求婚から逃げるのが半分、航海目的が半分で乗船。

エンゼル（広川武美：9）
クインシティ在住の船大工。祖先がカリムーの次に世界一周を成し遂げた船長で、過去カリムーの航海日誌を所有していた。宝を見つけてカリムーとの因縁を終わらせるために乗船。

カズーイ（大江和那：10）
ニューホープ先住民ナ・マッセ族の女戦士。世界を見たいという彼女の希望とナ･マッセ族の仲間たちの推薦で乗船。

ハルカ（倉見春香：7）
ニューホープ在住、クインシティ出身の駆け出しガンマン。主人公の射撃術を見て弟子入りしてついてくる。

ヒヨリ（星影ヒヨリ：8）
ニューホープにいる謎の歌人。世界中にある「あるもの」を探すためについてくる。

ジュン（夏目准：9）
クインシティ在住のメイド。レヴィン家の令嬢イオリ・レヴィンの専属メイド。世界の料理を見聞して勉強するために乗船。

レン（浅井漣：12）
パラポルト出身、駆け出しの航海士で考古学と海洋学を専攻する学生。実家に伝わる石版の謎を解明するために勉強を始めた。

アンドウ（安藤良一：9）
ヒノモト出身、経典を取りに向かう航海の途中で遭難。死に掛けたところを主人公とハルカに助けられ、そのままついてくることになる。

ユウキ（雨崎優輝：13）
ヒノモト国から流されてツンドランド漁船に拾われた漂流民。ツンドランドで日銭を求めて働いていたが、ヒノモトへの帰還を目指してコンキスタ号に乗船。

#### 寄港地の関係者
ブサイ（木村冴花：13）
グレートクイン第一王女。しばしばクインシティの貧民街に身分を隠して出て、そこで生活を共にしている行動派。

ナツミ（晴川夏海：ダッシュ）
グレートクイン海軍所属の海尉、ハンター級フリゲート「HMS ポインター」艦長。ブサイの護衛を担当している。

パカーディ（パカーディ・ハイネン：12）
元ツンドランド貴族、ジオット一世による皇帝一族の粛清から逃れてきた亡命貴族。

ジオット一世（ジオット・セヴェルス：12）
ツンドランド皇帝。前皇帝一族からクーデタで帝位を奪った簒奪者。

イオリ・レヴィン（野崎維織：9）
グレートクインの貴族、レヴィン家の令嬢。

ソネ・ムーラン（曽根村：2）
ニューホープの総督。主人公たちを利用してナ・マッセ族をつぶそうと企む。

カーケル（任月駆：2）
ウンガルフの第一王子。順調に行けば太守となる予定だが、騙されやすい性格のためその器ではない。

アッシー（芦沼大喜：11）
ウンガルフの第二王子。非常に頭が良いが、それを悪用して国民を苦しめている。

モリモリ（森盛勇気：7）
ウンガルフの第三王子。一見兄達に比べ純粋で王子にふさわしい性格だが、その本性は非常に凶暴。あるエンディングは海賊の一員まで落ちぶれてしまう。

カビンダ（カビンダ：6）
ウンガルフのスルタン。上記の王子達に悩まされているが、彼自身は統治者にふさわしい人格者。

任月（任月高志：2）
デジーマの代官。人身売買などに手を出す典型的な腐敗役人である。

二階堂真琴（二階堂真琴：13）
デジーマの剣道場の道場主。「剣道小町」と呼ばれるほどの剣士。

加山健作（加山健作：13）
加山道場の師範。表サクセス同様、真琴に想いを寄せている。

シズヤ（シズヤ：11）
パラポルト新興の商船団「静かなる海」の長、「オーベルジーヌ号」艦長。伝説の大陸、ラーム大陸に関する秘密を持っている。

リコ（石川梨子：7）
新興海賊「RS団」団長、旗艦「デイトネート号」艦長。巷では「死神」「破壊神」と呼ばれ、海軍のみを狙う。

#### 敵キャラクター
サー・スメラ・ミカード（皇 帝：4、10）
カリムーと共に航海に出て、世界一周を成し遂げて生還した18人のうちの1人の子孫。カリムーの宝を巡る主人公のライバル。

トード（統道：10）
スメラの従者。

チハヤ（雨崎千羽矢：13）
海賊の頭領である女性。外見は幼い少女。

ホンフー（ホンフー：13）
大陸出身のデジーマの顔役。密かにヒノモト国を荒らそうとする野望を秘めている。

マダラ（魔多良闇ノ丞：13）
ホンフーの用心棒。

カメダ（全作品共通）
世界中の海で暴れまわる「カメダ海賊団」のリーダー、旗艦「デスポート号」船長。しかし、部下に信頼されておらず、やはり無能な様子。
近作では、どんどん悲惨な役になっていたが(ガンダーロボを乗っ取られて終わる等)、今作では久々にボスと君臨し、登場回数は飛躍的に多くなっている。ただし、扱いは相変わらずで、最終的にはグントラムに見限られ、ガンダーロボを奪われた挙句、別次元に飛ばされてしまう。

グントラム（グントラム：12裏）
カメダ海賊団白兵戦部隊のリーダー。主人公の父親を殺害した仇である。
12にも登場したが、獣人であった前作と違い、その正体はオオカミの皮を被った人間。斧の二刀流で闘う。次回作では表サクセスに登場を果たした。

ヒガキ（桧垣東児：10、13）
カメダ海賊団所属の海賊。後に海賊団旗艦「デスポート号」航海長。カメダが航海技術を何一つ持っていないため実質的な船長である。

## センシュクラッチ
新たなサクセスモードの1つ。スクラッチゲームと同じように、タッチスクリーンでスクラッチする場所を削って能力アップして選手を作成する。削る操作だけでお手軽で短時間で選手を作ることが出来る。
能力アップは毎回ランダムで決まっているため、任意に能力上げることが出来ずオールAにするのは非常に難しいが、毎回異なる個性的な能力を持った選手を作成が出来る。

### ゲームの流れ
1. ゲーム開始時にピッチャー（投手）とバッター（野手）のスクラッチのどちらか選んで始める。
  - バッターを選んだ場合は守備位置の選択が出来る。
  - ピッチャーを選んだ場合は先発かリリーフのタイプを選ぶことができる。
2. ゲームを始めるとバッターの場合はそのポジションに合う能力、ピッチャーの場合はそのタイプに合う能力がある程度振った状態と能力アップのしやすい能力が決まり、そこから育成していく。
3. 9ヶ所の中からどれでもいいのでスクラッチする箇所を削り、ハズレでなければ出た能力や特殊能力に応じて能力アップする。マイナス特殊能力を取得することがあり、それぞれの基本能力の限界値に近づくほど能力が下がるものが追加されるため、能力アップが毎回当たるとは限らない。
  - 用意されている能力アップは、共通特殊能力とバッターの場合は弾道・ミート・パワー・守備力・肩力・走力・耐エラー・野手用特殊能力になり、ピッチャーの場合は球速・スタミナ・コントロール・オリジナル変化球以外の変化球・投手用特殊能力になる。
  - 能力アップの出来る範囲は基本的に限界値までとなっているが一部の能力は制限されている。特殊能力は投手・野手ともに最大10個まで。なお、超特殊能力を含めた一部の特殊能力とサブポジション（野手）、同方向2球種（投手）の取得もできない。また、投手の変化球は先発は3球種、リリーフは2球種まで取得できる。それ以上の球種は出なくなりレベルアップのみとなる。
  - 1度削り始めるとその箇所を削り終わるまでは別の箇所を削れず、途中でやめることもできない。
  - 1個でもハズレが出ると即ゲームオーバーとなり、今まで育成した選手は消去されてしまう。
4. 1枚のスクラッチで3ヶ所を削り、ハズレがなければ1枚分終了。
5. 1枚終わるごとに、「次に進む」か「登録して終わる」のどちらか選べることができ、途中でやめた場合はその時点まで育成した状態で選手登録することができる。
6. 続けた場合はスクラッチを続けて育成し、最大10枚までスクラッチを続けることができ、10枚まで終わればゲームクリアとなる。8枚以上クリアするとスクラッチ選択画面の下にクリアした回数を表示したトロフィーが表示される。8枚が銅、9枚が銀、10枚が金のトロフィーになる。
  - 最初はハズレが出にくいが、クリアした枚数や能力の高さおよびランダム要素によってハズレの数が1つ〜3つの間で決められる。
  - 10枚ハズレを出さずに削り終えられる確率は1％にも満たない。また、1枚目でいきなりハズレで終わることもある。
7. 選手登録した場合は、名前を入力すれば登録できる。投打・モーション・背番号はランダムで決められるので自分で選ぶことは出来ない。また、他のサクセスと異なり、パワポケPはもらえない。

## 収録選手
選手名および球団名は2010年8月1日当時のデータを搭載したものである。シーズン終了後の選手データはおまけモードのWi-FiDLのチームダウンロードで更新可能（ただし、ペナントと俺ペナのモードにセーブデータがある場合は更新できない）。チームの並び順は2010年8月1日時点の順位であり、2010年シーズン終了時の順位とは異なっている。

## 著作権法改正について
2010年1月1日より改正施行された著作権法は違法ダウンロードの明文化により、本作にはゲームの起動時に著作権法に関する警告画面が表示されるようになった。なお、警告画面の表示は本作だけでなく、同社に発売された新作には警告画面が表示される。

## スタッフ
- ディレクター - 西川直樹
- 企画 - パワポケチーム
- プログラム - 岩崎一男（プログラムリーダー）、西川直樹、山本拓、三浦陵介、博多幸博
- デザイン
  - デザインリーダー - 萩原千香子
  - 2Dグラフィック - 萩原千香子、大木賢二、藤岡謙治、白部薫里、西村正竜、前川恵一、望月雄太
  - 3Dグラフィック - 島津豪
  - デザイン協力
    - 3Dグラフィック - 伊藤義徳、河田憲二、和久田剛、桑原秀行、吉村広幸、田辺彬
- サウンド
  - サウンドディレクター - 渋谷郁夫
  - コンポーザー - 田川義浩、田中昭一、渡邊紀如
  - サウンドデザイナー - 渋谷郁夫、寒川真澄、妹尾拓磨
  - サウンドプログラマー - 諸田直久
- サクセスストーリー
  - ストーリー進行 - 西川直樹
  - ストーリー作成 - 大木賢二、島津豪、山本拓、三浦陵介、博多幸博、藤岡謙治
- デバッグ - QCC モニタリンググループ
- マーケティング
  - ディレクション - 松村謙
  - プランニング - 近藤利弘
  - パッケージ・マニュアルデザイン - 相河俊介、村上幸秀
  - セールスプロモーション - 若林鉄也、村上徹
  - PR - 戸部浩史
  - WEB - 篠田和文、横山浩基
- ライセンス - 深田武、濱口由佳子、雫石久志
- 制作支援 - 荒木茂、遠藤勝義、林茂樹、上西隆仁、小林康治、中道誠、東出太一、新屋敷毅
- 制作協力
  - 音楽制作協力 - 白山貴史（W.M.スタジオ）、大林圭一郎（W.M.スタジオ）、古谷光広（W.M.スタジオ）、中原健太郎（W.M.スタジオ）、林真二郎（W.M.スタジオ）、神村茂三
  - 協力 - 株式会社サウンズ・ユー、株式会社セイ
- スペシャルサンクス - 佐藤優樹
- 出演
  - 実況 - 堀江良信
  - 場内アナウンス - 吉川朋江（セイ）
- 選手データ作成スタッフ - 豊原浩司、北浦幸治、成田藤智 、曽我部大介、鰺坂敏則、石原俊明、音地亮介、博多幸博、西山旭、清水三十六、越山光作、長本光生、大木賢二、村上真吾、恩田一志、濱見太輝
- (C)SEIBU Lions、(C)オリックス野球クラブ（株）、(C)HOKKAIDO NIPPON-HAM FIGHTERS、(C)CHIBA LOTTE MARINES、(C)Rakuten Eagles、(C)SoftBank HAWKS、(C)YOMIURI GIANTS、(C)阪神タイガース、(C)中日ドラゴンズ、(C)広島東洋カープ、(C)ヤクルト球団、(C)横浜ベイスターズ
- （社）日本野球機構承認、NPB BIS プロ野球公式記録使用、阪神甲子園球場公認
- プロデューサー - 兼子恭宗
- 統括プロデューサー - 藤岡謙治
- エグゼクティブプロデューサー - 上原和彦
- 制作 - パワプロプロダクション、(C)2010 Konami Digital Entertainment
- KONAMI